# Faith of Our Fathers
Faith of Our Fathers (Brasil: A Fé Que Nos Une / Portugal: Fé De Nossos Pais) é um filme estadunidense de 2015, dos gêneros comédia e drama dirigido por Carey Scott e escrito por Kevin Downes, Carey Scott, Harold Uhl e David A. R. White. O filme é estrelado por Kevin Downes, David A. R. White, Stephen Baldwin, Candace Cameron Bure, Rebecca St. James e Sean McGowan. O longa foi lançado em 1° de julho de 2015, pela Pure Flix Entertainment e Samuel Goldwyn Films.

## Elenco
- Kevin Downes .. John Paul George
- David A. R. White .. Wayne Adams
- Stephen Baldwin .. Mansfield
- Candace Cameron Bure .. Cynthia
- Rebecca St. James .. Annie
- Sean McGowan .. Stephen George
- Scott Whyte .. Edward "Eddie" Adams
- Ryan Doom .. Pvt. Shears